# Anthocleista obanensis
Anthocleista obanensis är en gentianaväxtart som beskrevs av Herbert Fuller Wernham. Anthocleista obanensis ingår i släktet Anthocleista och familjen gentianaväxter. Inga underarter finns listade i Catalogue of Life.